# Ryō Katsuji
Ryō Katsuji (勝地 涼 Katsuji Ryō?,  Tokio, Japón, 20 de agosto de 1986) es un actor y seiyū japonés. Como actor, ha participado en series como Dokonjō Gaeru y películas como Battle Royale II: Réquiem y Crows Explode. Como actor de voz, en animaciones como Un-Go, Mobile Suit Gundam 00 the Movie: A wakening of the Trailblazer y Origen: espíritus del pasado. Trabaja para FOSTER Management Office.

## Vida personal
El 30 de julio de 2018, Katsuji contrajo matrimonio con la también actriz y cantante Atsuko Maeda. El primer hijo de la pareja, un varón, nació el 4 de marzo de 2019. La pareja se divorció en abril de 2021.

## Filmografía

### Televisión
2000
- Eien no ko como Mole.

2003
- Suekko Chounan Ane Sannin como Yoneyama Kenichi.

2007
- Haken no Hinkaku como Tsutomu Asano.

2008
- Mirai Koshi Meguru como Ebisawa Yuki.

2009
- Kurobe no Taiyou como Sawai.
- Tokyo Dogs como Keiichi Horikawa.

2011
- Kaseifu no mita como Oba.
- Ribaundo como Kazami Kensaku.

2012
- Kodomo keisatsu como Shin Kunimitsu.
- Oyasumi Nippon Nemuiine! como Él mismo.
- Yusha Yoshihiko to Akuryo no Kagi como el Hombre Lobo.

2013
- Chubo desuyo! como Él mismo.
- Summer Nude como Yaino Takashi.

2014
- Bokura no jidai como Él mismo.

2015
- Dokonjō Gaeru como Goro.

### Películas
2001
- Riri Shushu no subete como Terawaki Shioske.

2003
- Battle Royale II: Réquiem como Haruya Sakurai.
- Satoukibi batake no uta como Noboru Hirayama.

2005
- Bokoku no ijisu como Kou Kisaragi.
- Kono mune ippai no ai wo como Teruyoshi Nunokawa.
- Kuchu Teien como Morisaki.

2006
- Sukoshi wa, ongaeshi dekitakana como Takumi Makiuchi.

2007
- Awa Dance como Takaharu Tachibana.
- Kofuku na shokutaku como Bengaku Oura.
- Tokyo tawa: Okan to boku to, tokidoki, oton como Hiraguri.

2008
- Shonen merikensakku como Masaru.

2009
- Kafu o machiwabite como Wataru Aragaki.
- Senritsu meikyu como Motoko.
- Shirahata no shoujo como Mitsuo.

2011
- Hankyū Densha como Keiichi.

2012
- Johii Sosakan Hara Maki Ageha como Kenta Hara.

2013
- Kodomo keisatsu como Shin Kunimitsu.

2014
- Bankuba no asahi como Kei Kitamoto.
- Crows Explode como Kenichi Ogisu.

### Documentales
2010
- Kantoku Oguri shun X eiga shurely someday como Él mismo.

### Comerciales
- Toyota Allion.

### Trabajos como actor de Voz

#### Series de Anime
2011
- Un-Go como Shinjūrou Yūki.

#### ONAs
2011
- UN-GO: Inga Nikki como Shinjūrou Yūki.

#### Películas de Animación
2006
- Origen: espíritus del pasado como Agito.

2010
- Mobile Suit Gundam 00 the Movie: A wakening of the Trailblazer como Descartes Shaman.

2011
- Un-Go episode:0 Inga-ron como Shinjūrou Yūki.

2015
- Hana to Alice Satsujin Jiken como Kōtarō Yuda.

#### Videojuegos
- Drakengard 2 como Nowe.